# Río Karakoro
El río Karakoro es un pequeño afluente estacional del río Sénégal que forma parte de la frontera entre Mauritania y Malí. El nacimiento del río está al noreste de Kiffa en Mauritania. El río fluye hacia el sur en la región llana del Sahel en el sur de Mauritania, cruzando una serie de depresiones poco profundas, antes de unirse al río Senegal en la orilla izquierda, unos pocos kilómetros río abajo de la pequeña ciudad maliense de Ambidedi.